# Банани (филм)
„Банани“ (на английски: Bananas) е комедия, написана и режисирана от Уди Алън, която излиза на екран през 1971 година.

## Сюжет
Контрольорът на качеството на потребителите в Ню Йорк, срамежлив и зъл човек, Филдинг Мелиш, се влюбва в Нанси, обсебена от политика и събития в измислената „бананова република“, наречена Сан Маркос, където президентът диктатор е убит. Филдинг и Нанси решават да отидат в Сан Маркос, но малко преди да тръгнат Нанси решава да се раздели с Филдинг, защото според нея той няма лидерски умения. За да върне своето самочувствие, Филдинг отива в Сан Маркос, където се включва в политическата борба и в резултат успешно организира преврат. Филдинг е избран за президент на Сан Маркос. След завръщането си в Съединените щати, където отива за финансова помощ, той е арестуван и съден за подривни дейности, но отново спечелва любовта на Нанси.

## В ролите
| Актьор             | Роля               |
| ------------------ | ------------------ |
| Уди Алън           | Филдинг Мелиш      |
| Луиза Ласер        | Нанси              |
| Карлос Монталбан   | Генерал Варгас     |
| Нати Абаскал       | Йоланда            |
| Якобо Моралес      | Еспозито           |
| Мигел Анхел Суарес | Луис               |
| Дейвид Ортис       | Санчес             |
| Рене Енрикес       | Диас               |
| Силвестър Сталоун  | Хулиган в метро #1 |